# Республиканская партия Молдовы
Республика́нская па́ртия Молдо́вы (рум. Partidul Republican din Moldova) — центристская политическая партия в Республике Молдова. Образована 5 октября 1999 года.

## Председатели партии
- Валерий Ефремов (1999—2001)
- Валериан Хортоломей и Ион Куртян (сопредседатели, 2001—2010)
- Андрей Стратан (2010—2015)
- Георгий Мырзак (с 2015)

## Результаты на выборах
На досрочных парламентских выборах 2001 года Республиканская партия участвовала в составе избирательного блока «Единство». Блок набрал 0,46% голосов и не смог преодолеть избирательный порог в 6%.
На местных выборах 2003 года Республиканская партия показала следующие результаты:
- Муниципальные и районные советы - 0,08% голосов;
- Городские и сельские советы - 0,06% голосов и 4 мандата;
- Никто из кандидатов партии примаром не стал.

На парламентских выборах 2005 года Республиканская партия набрала 0,04% голосов и не смогла преодолеть избирательный порог в 6%.
На местных выборах 2007 года Республиканская партия показала следующие результаты:
- Муниципальные и районные советы - никаких голосов не набрала;
- Городские и сельские советы - 0,02% голосов и 1 мандат;
- Никто из кандидатов партии примаром не стал.

На парламентских выборах 2009 года Республиканская партия набрала 0,09% голосов и не смогла преодолеть избирательный порог в 6%.
На досрочных парламентских выборах 2010 года Республиканская партия набрала 0,10% голосов и не смогла преодолеть избирательный порог в 4%.
На местных выборах 2011 года Республиканская партия показала следующие результаты:
- Муниципальные и районные советы - 0,54% голосов и мандатов;
- Городские и сельские советы - 0,76% голосов и 60 мандатов;
- 4 кандидата партии стали примарами.